# Zebraducker
Der Zebraducker (Cephalophula zebra, früher Cephalophus zebra) ist eine kleine Waldantilope, heimisch in Westafrika. Aufgrund seiner starken Unterschiede zu anderen Duckerarten wurde die monotypische Art in die eigene Gattung Cephalophula gestellt.

## Beschreibung
Er erreicht eine Schulterhöhe von 40 bis 50 cm, eine Körperlänge von 70 bis 90 cm und eine Schwanzlänge von 10 bis 15 cm. Sein Gewicht kann 9 bis 20 kg erreichen. Der Rücken ist wie bei den übrigen Duckern gewölbt und der Körper untersetzt und muskulös. Die Hörner und die Beine sind kurz. Die Hufe sind gespreizt. Beide Geschlechter tragen Hörner. Sein Fell weist allgemein eine hellorange Färbung auf. Auffällig ist das schwarze zebrastreifenartige Muster, das aus zwölf bis fünfzehn Streifen besteht. Diese Streifen verlaufen vertikal vom Rücken die Flanken hinab. Die Unterseite sowie der Rücken variieren von weiß bis fast schwarz.

## Lebensweise
Sein Lebensraum sind Primärwälder mit einem geschlossenen Blätterdach. Er ist überwiegend tagaktiv und lebt scheu und versteckt im dichten Untergestrüpp. Seine Fellzeichnung verschmilzt im Schatten des Unterholzes zu einer perfekten Tarnung, so dass er kaum auszumachen ist. Seine Nahrung besteht überwiegend aus Blättern und Feldfrüchten. Er verschmäht aber offenbar auch tierische Kost nicht. So bekamen Zebraducker im Frankfurter Zoo tote Mäuse.
Die Tragzeit beträgt 221 bis 229 Tage. Danach kommt ein Jungtier zur Welt. Die Jungtiere haben bei der Geburt ein Gewicht von ca. 1,8 kg und ein Fell mit einem bläulichen Ton. Die charakteristischen Streifen sind schon bei den Neugeborenen sichtbar, stehen aber sehr eng beieinander. Die Neugeborenen sind Nestableger und verstecken sich zwei bis drei Wochen an einer Stelle im dichten Unterholz. Bereits 30 Minuten nach der Geburt sind sie in der Lage zu säugen und nach 120 Tagen sind sie von der Mutter entwöhnt. Nach sieben bis neun Monaten sind die Jungtiere ausgewachsen und erreichen die Fellfärbung der erwachsenen Tiere. Nach zwei Jahren sind die Männchen geschlechtsreif.

## Verbreitungsgebiet
Das Verbreitungsgebiet des Zebraduckers ist auf einen sehr kleinen Teil Westafrikas beschränkt. Er bewohnt die dichten tropischen Urwälder der Elfenbeinküste, Guineas, Liberias und Sierra Leones.

## Gefährdung
Der Weltbestand des Zebraduckers liegt bei etwa 28.000 Exemplaren. Er ist durch die starke Abholzung der Primärwälder und durch die Bejagung seines schmackhaften Fleisches wegen gefährdet. Hauptverbreitungsgebiete sind Schutzgebiete wie zum Beispiel die beiden Nationalparks im Gola-Wald im Grenzgebiet von Sierra Leone und Liberia (Gola-Wald-Nationalpark und Gola-Regenwald-Nationalpark) oder der Nationalpark Sapo im Süden Liberias.